# 鹿港丁家古厝
鹿港丁家古厝是中華民國彰化縣鹿港鎮的一處宅第，由丁協源家族建於清道光年間。2000年10月25日，被公告為縣定古蹟。

## 園區概覧

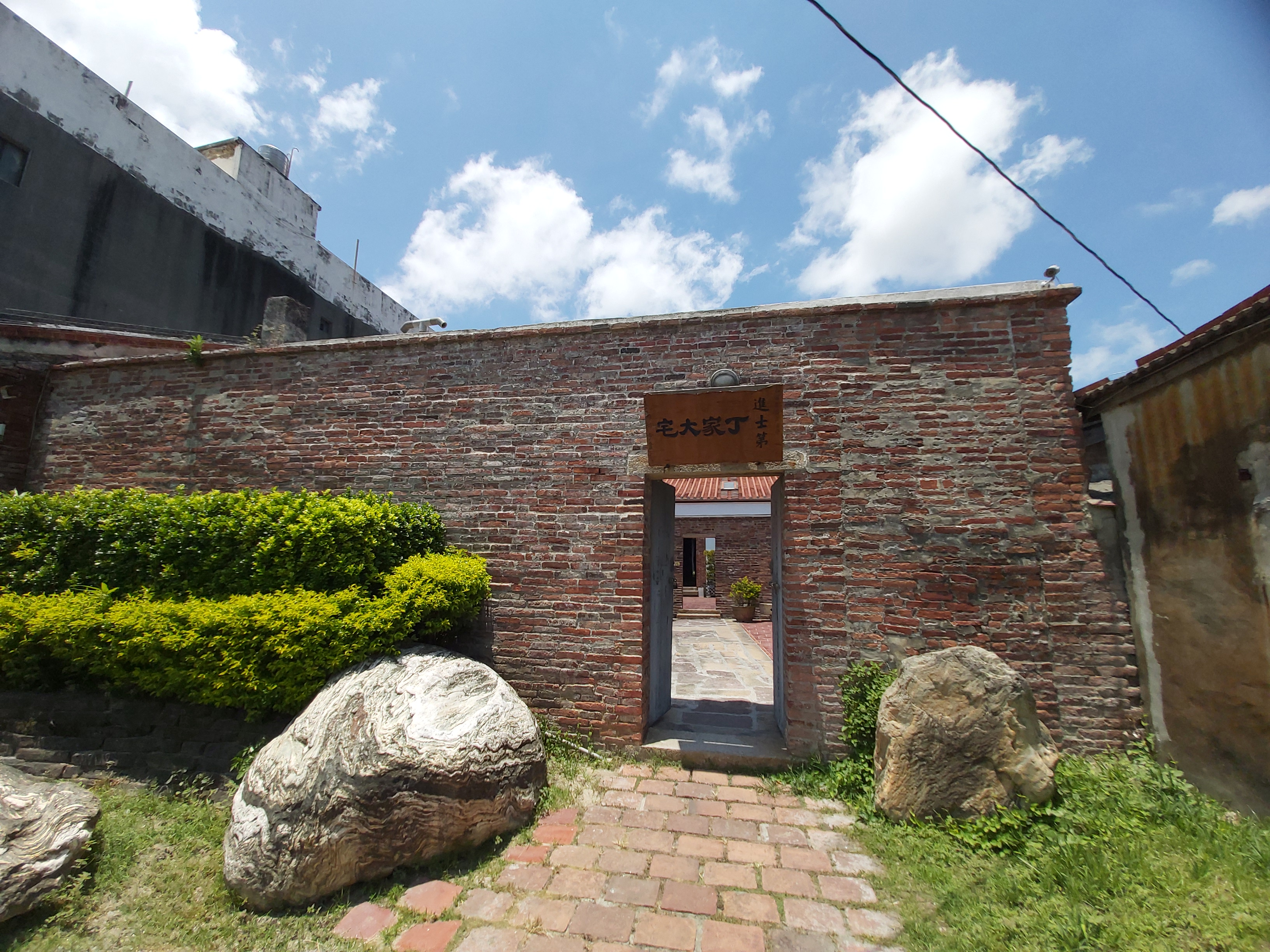
古厝後側入口
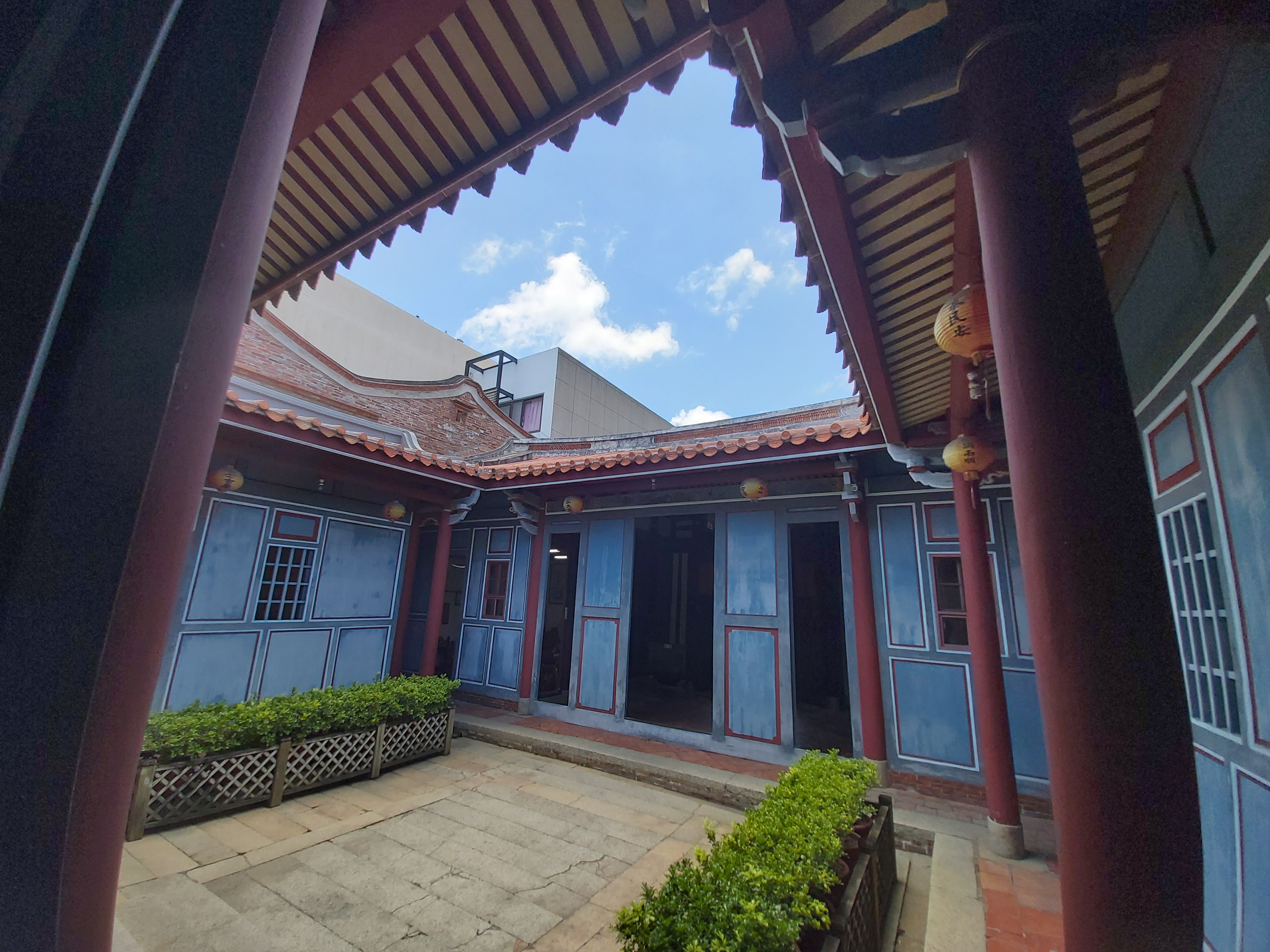
古厝中庭

### 鹿港丁家史蹟展視

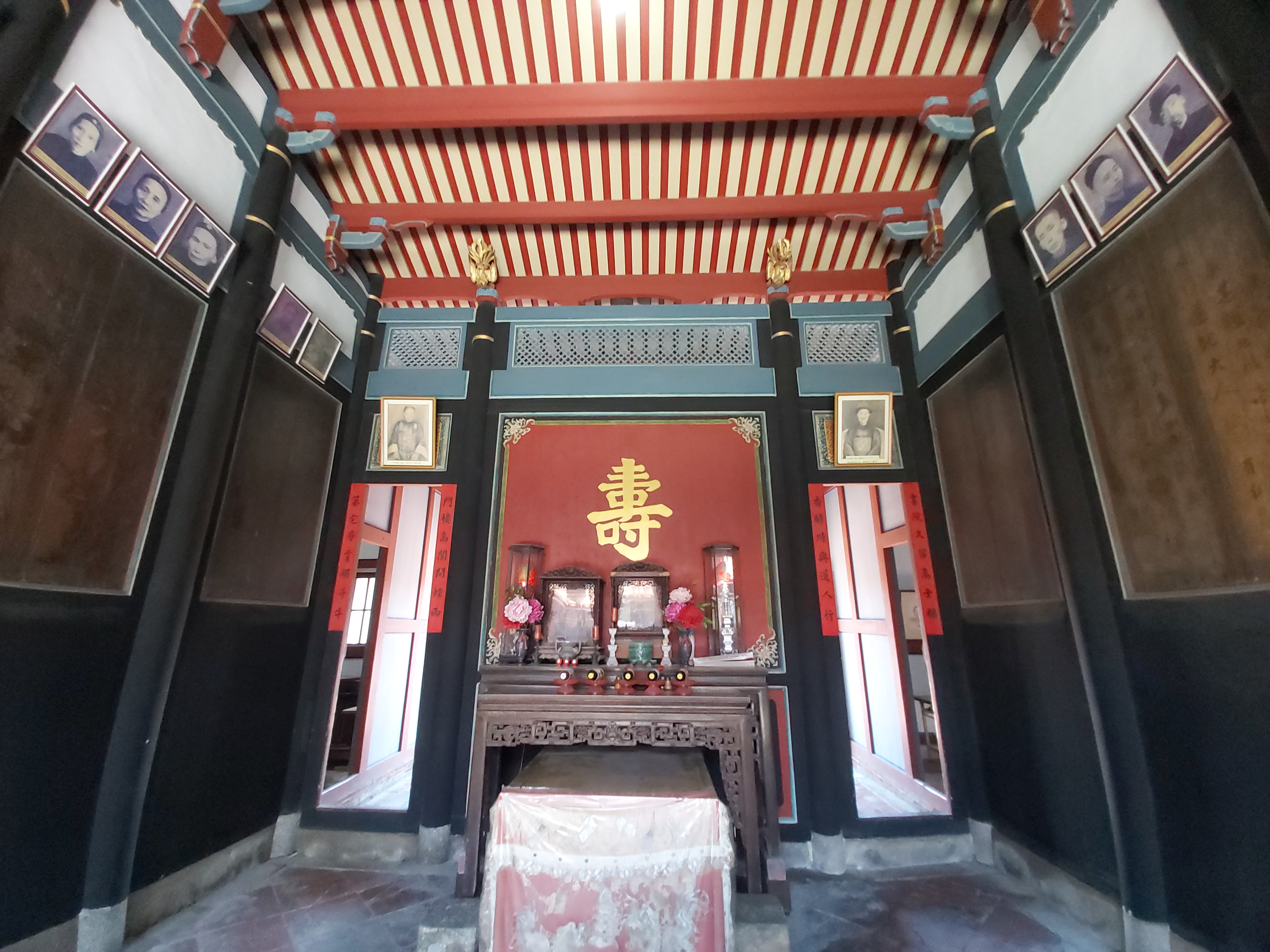
古厝祖廳
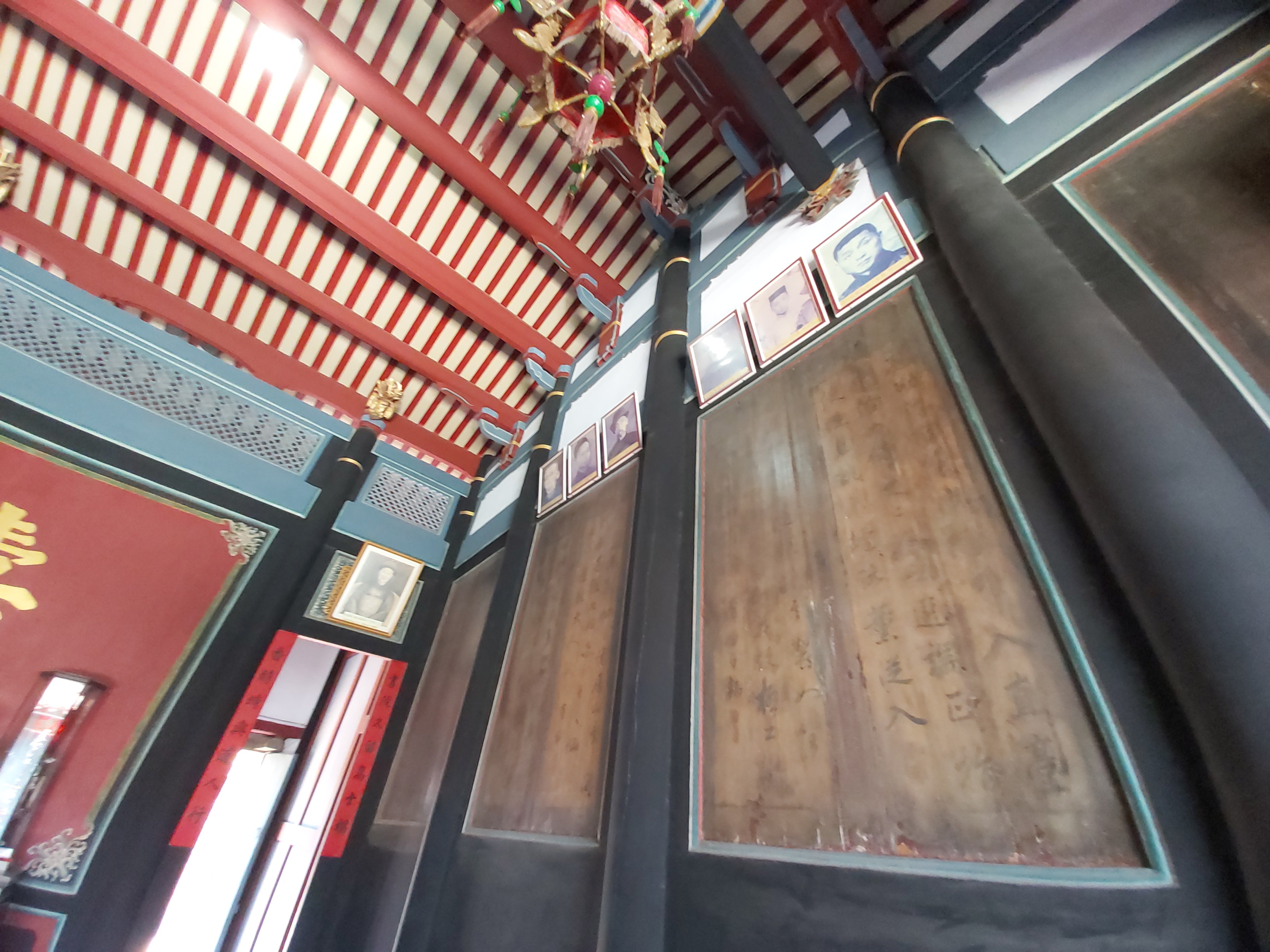
祖廳龍邊懸掛之丁氏諸顯考遺像
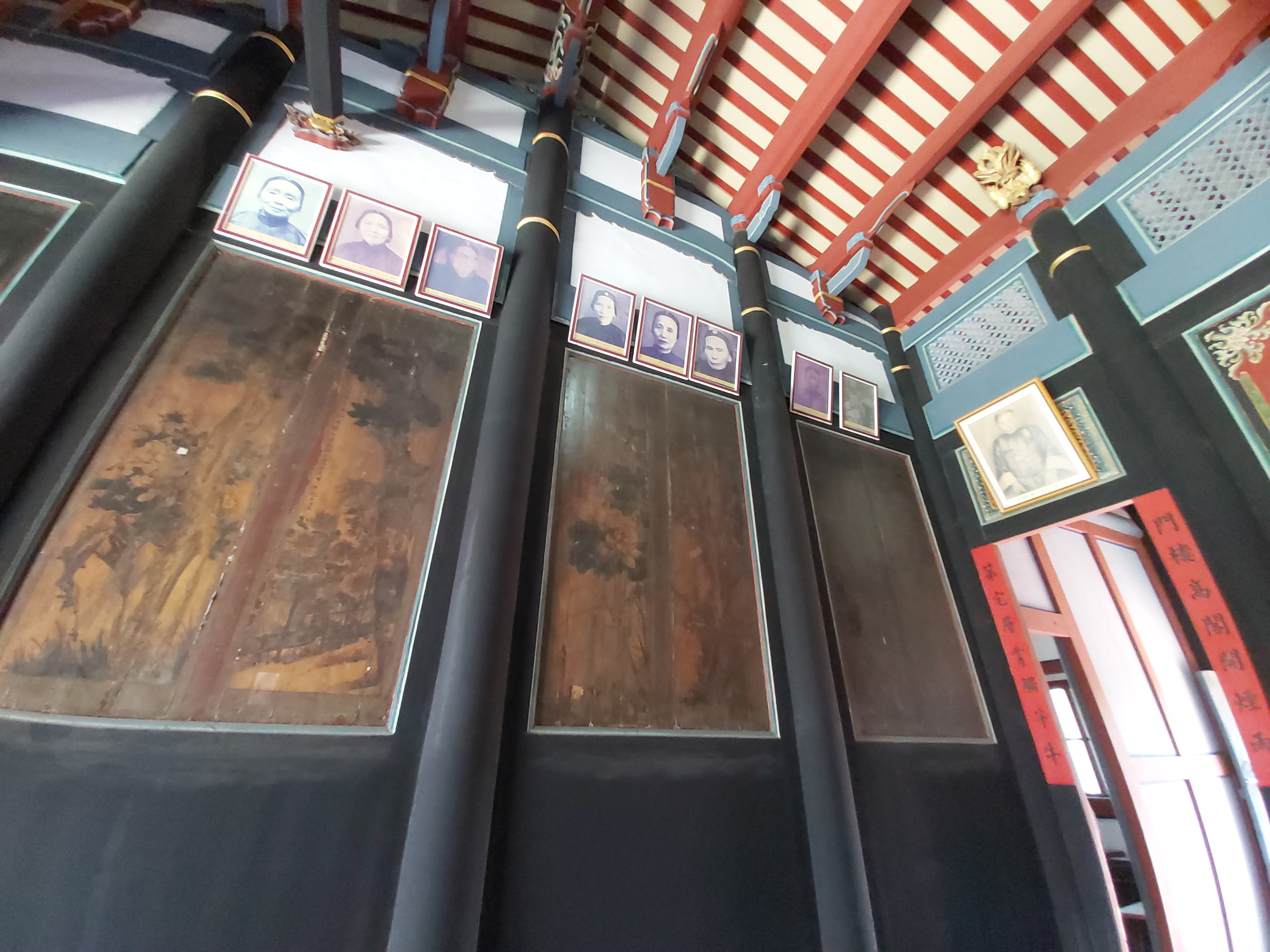
祖廳虎邊懸掛之丁氏諸顯妣遺像
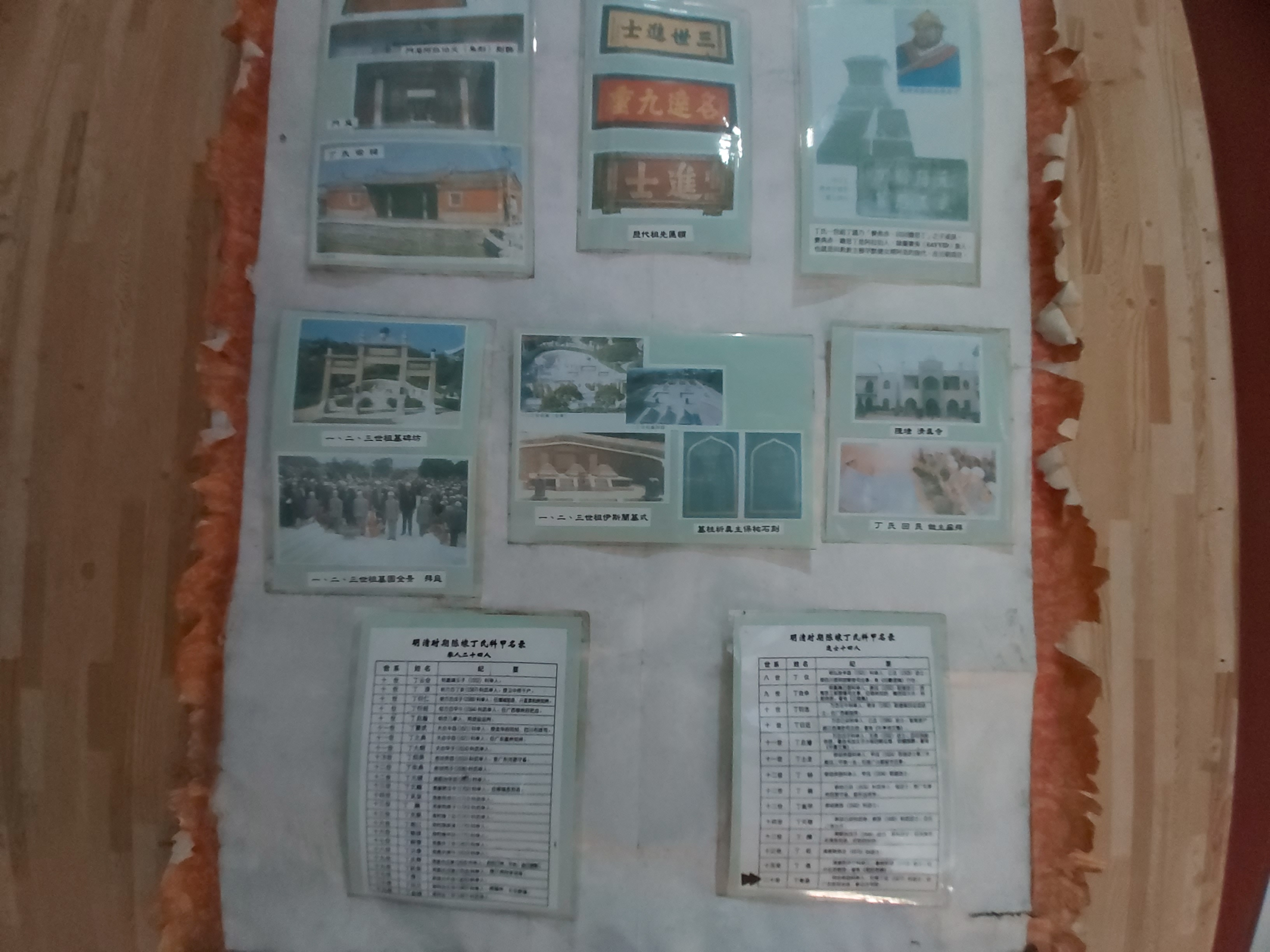
丁協源家族歷史介紹

### 多功能展視室

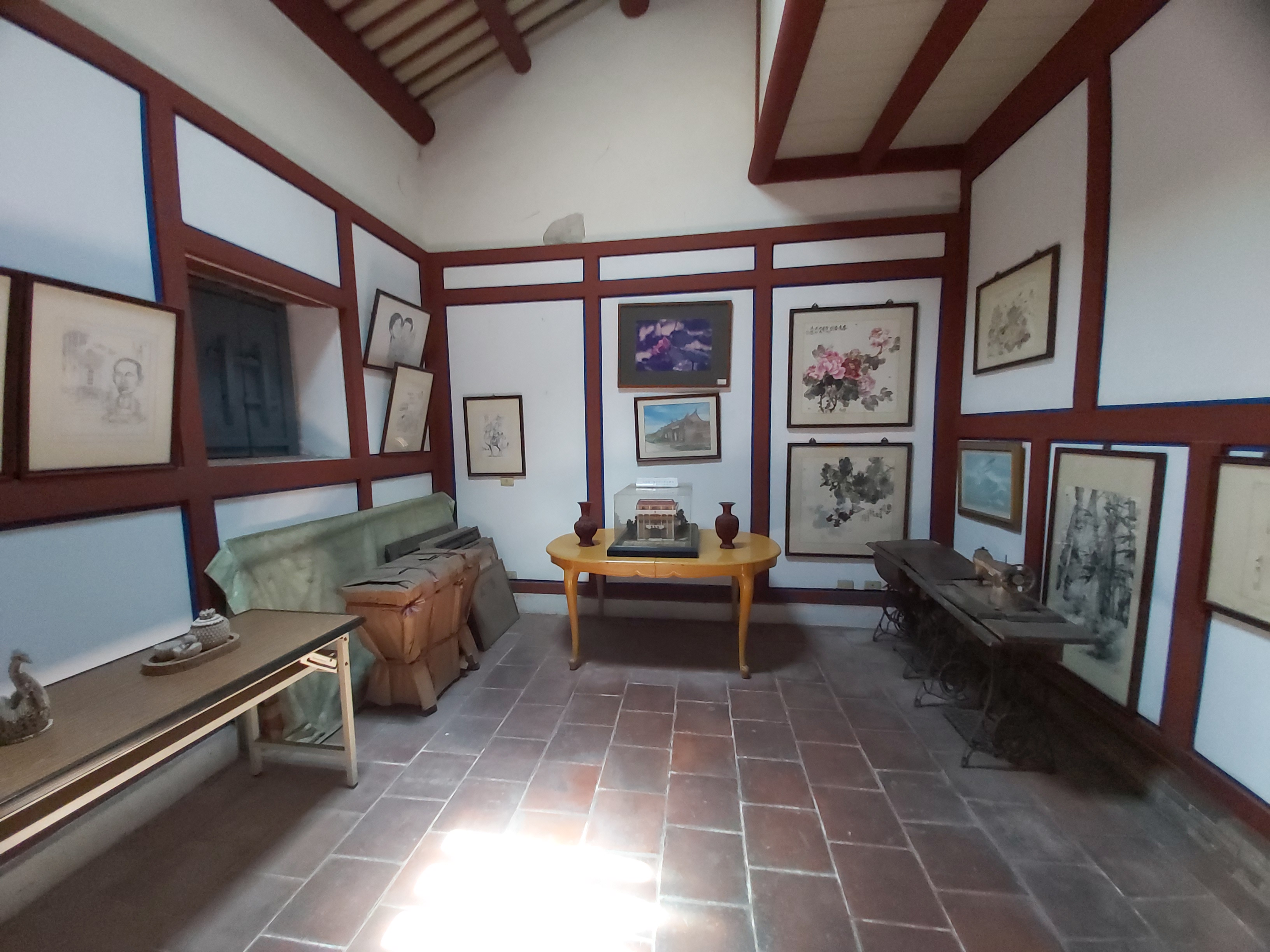
展視室
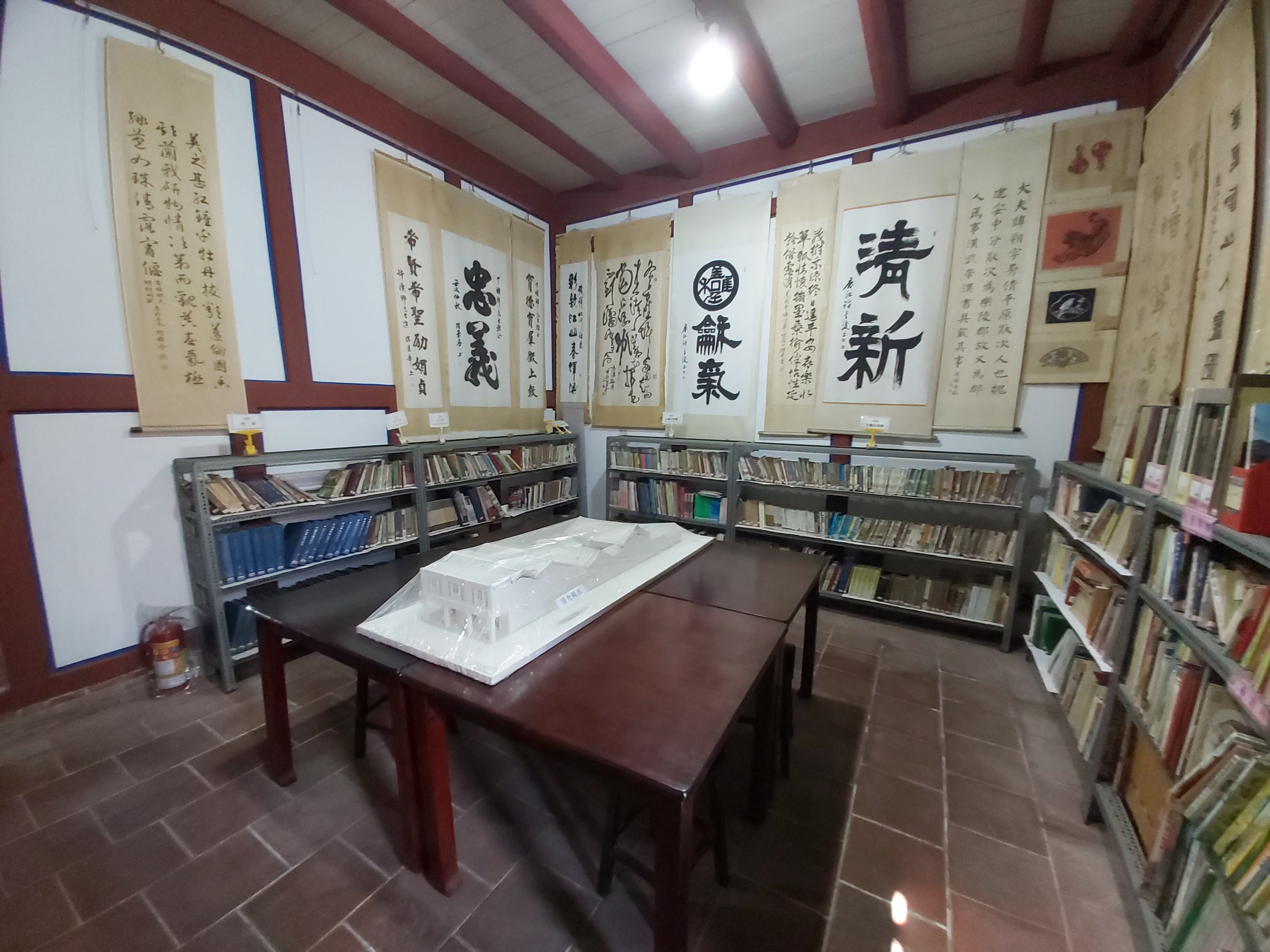
閱覽室
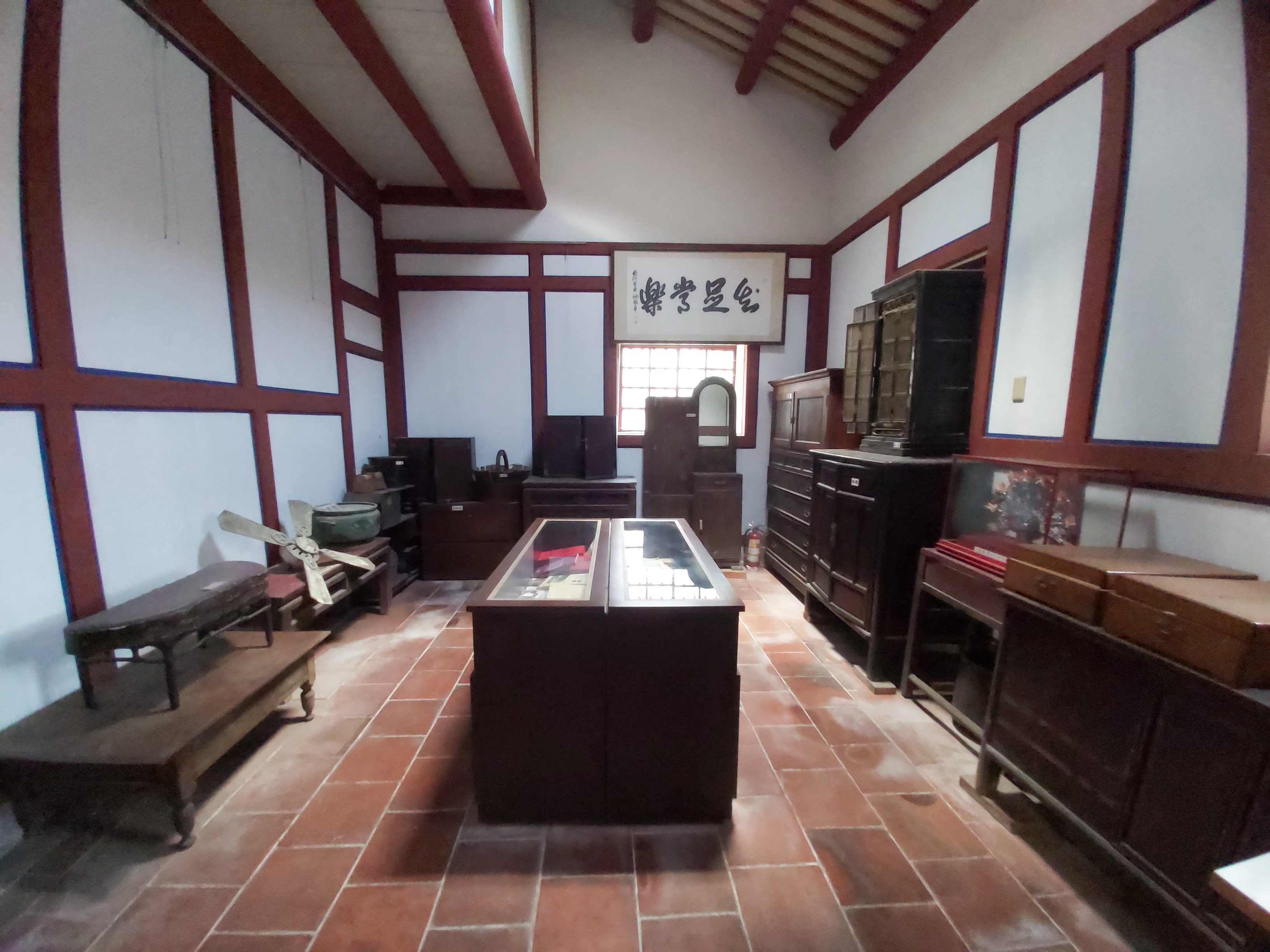
展視室
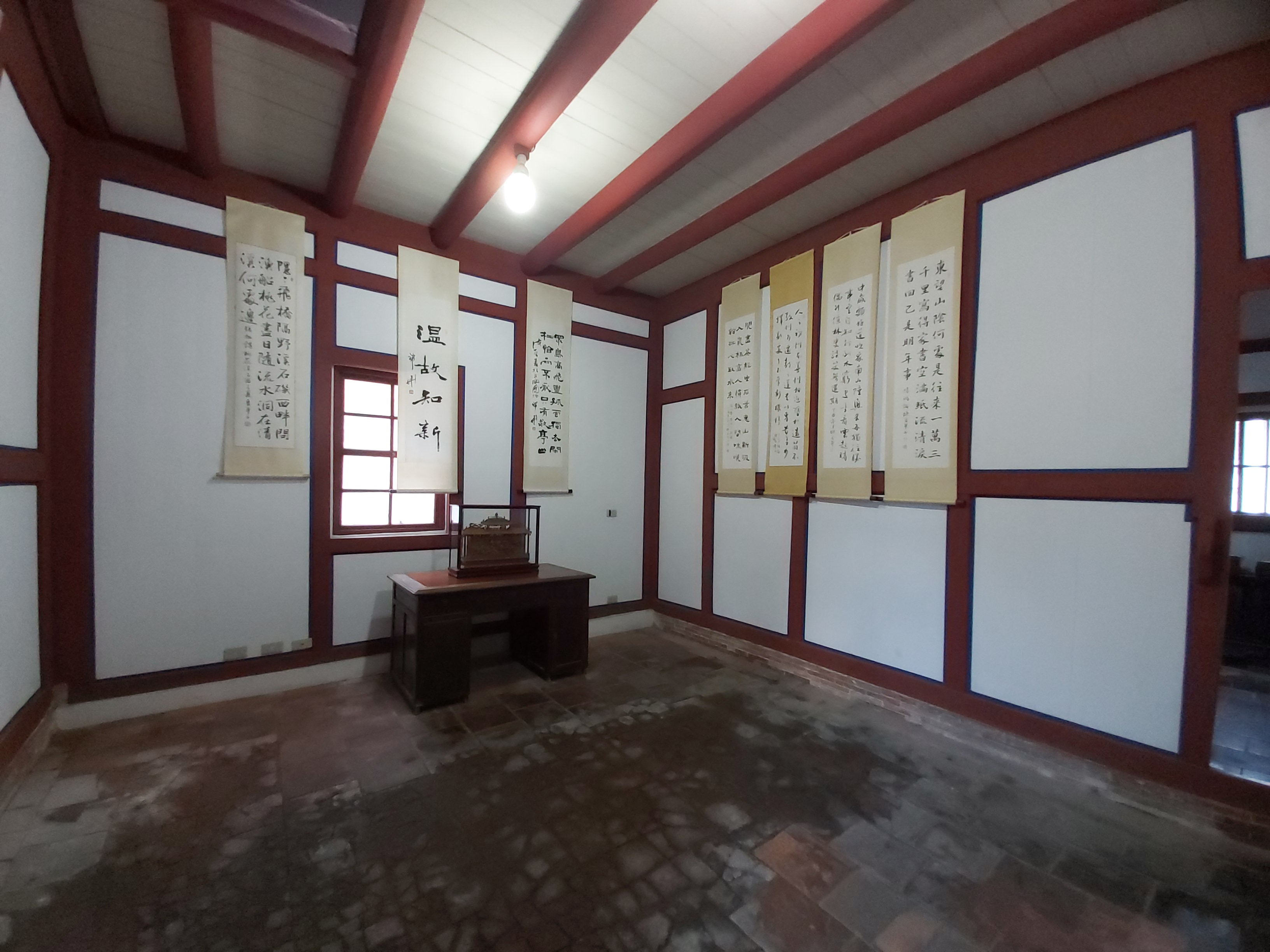
展視室
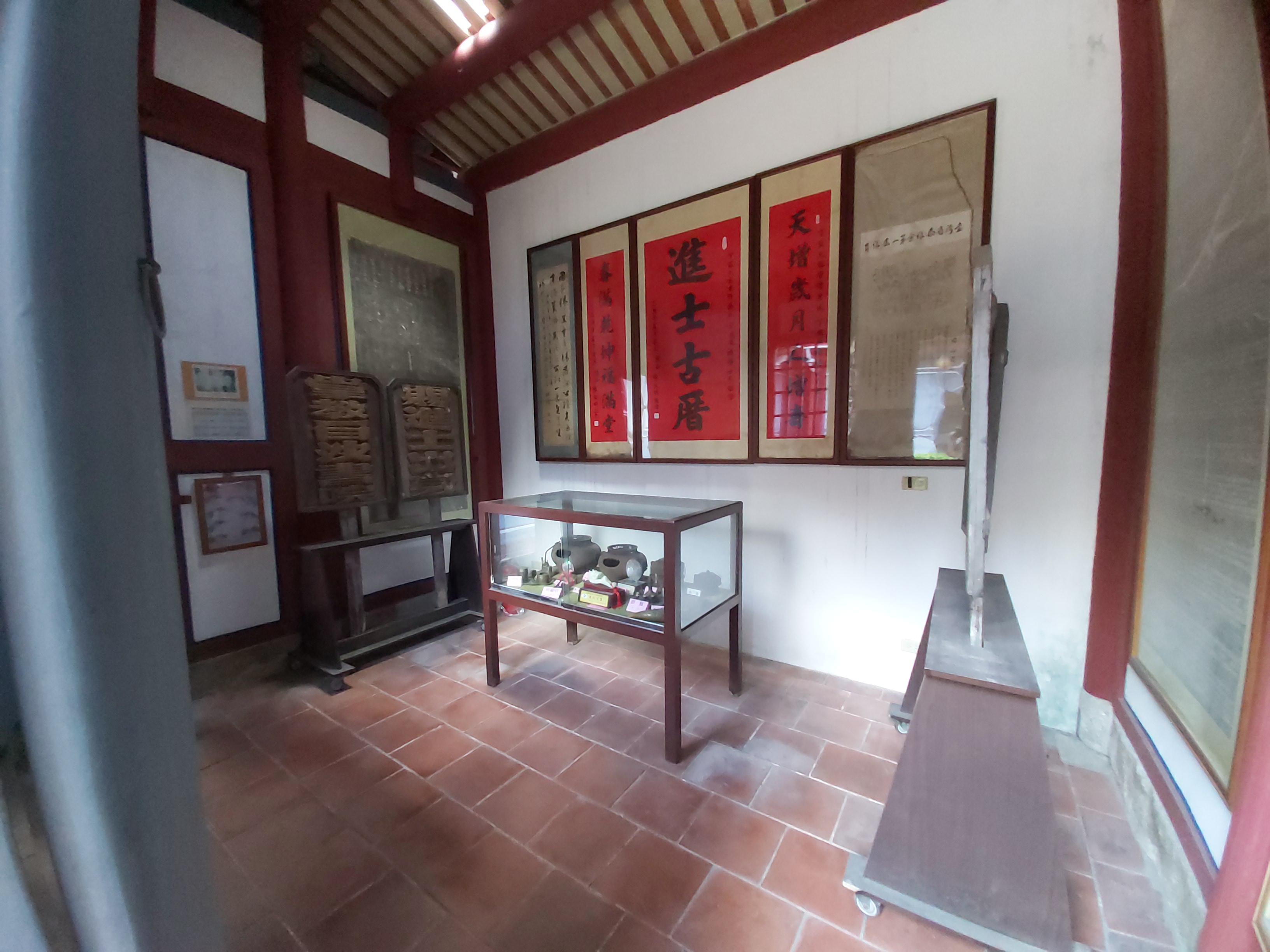
展視室
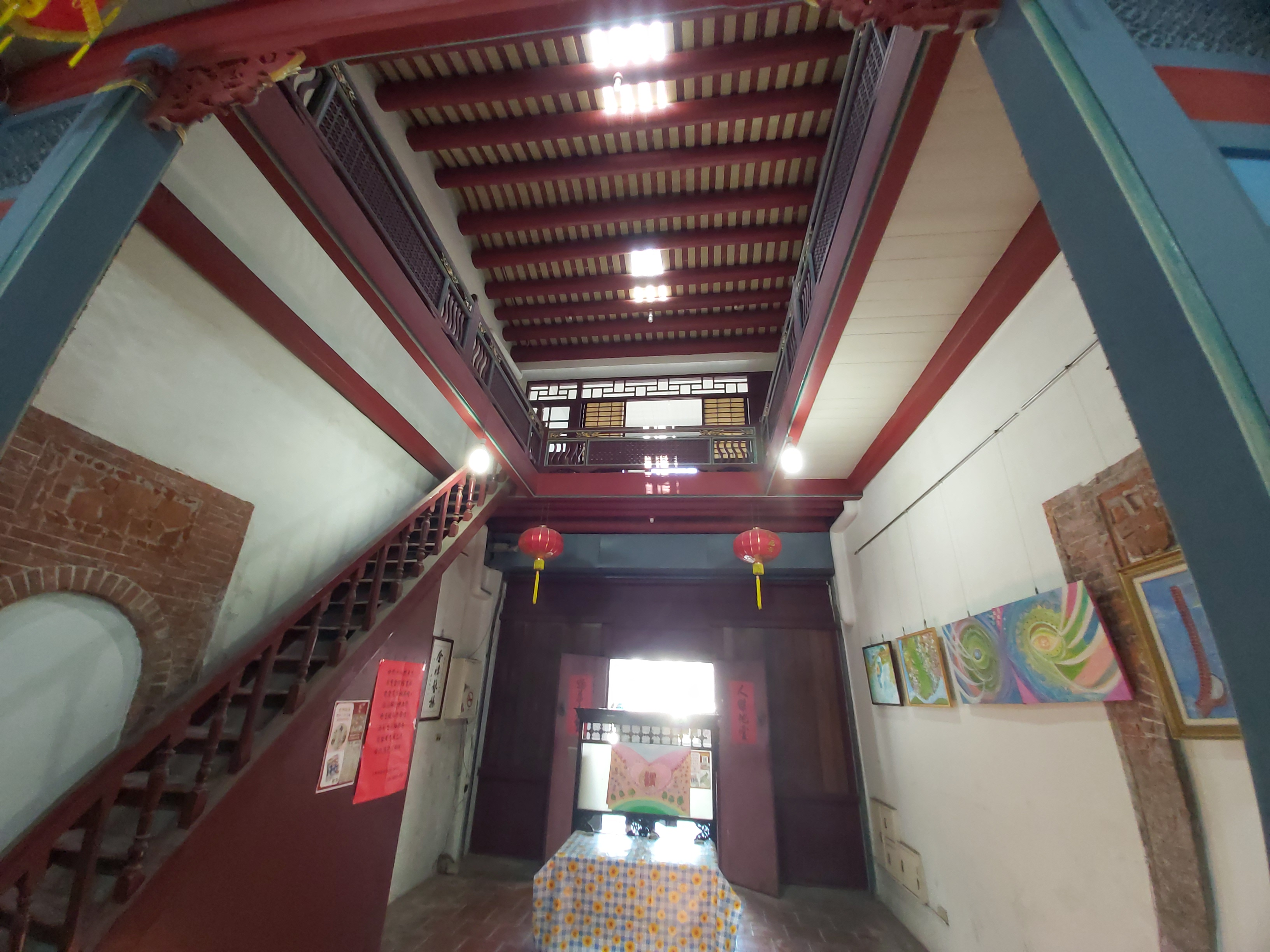
樓閣空間